# 닐 세다카
닐 세다카(영어: Neil Sedaka, 1939년 3월 13일 ~ )는 미국의 싱어송라이터이다.
〈Oh! Carol〉, 〈You Mean Everything to Me〉 등으로 1960년대까지 주로 활동했으며, 1970년대에는 엘튼 존이 코러스로 참여한 〈Bad Blood〉가 빌보드 싱글 차트에서 2주간 1위를 기록하며 인기를 끌기도 했다.
캡틴 & 테닐의 1975년 발표곡 〈Love Will Keep Us Together〉가 닐 세다카 작곡이다. 이 노래는 미국 빌보드, 캐나다 차트, 오스트레일리아 차트에서 1위를 기록했으며 빌보드 1975년 연말결산 1위를 차지했다.
1978년 할리우드 명예의 거리에 올랐으며, 1983년 송라이터 명예의 전당에 헌액되었다.
2004년 송라이터 명예의 전당 평생공로상(Sammy Cahn Lifetime Achievement Award)을 받았다.

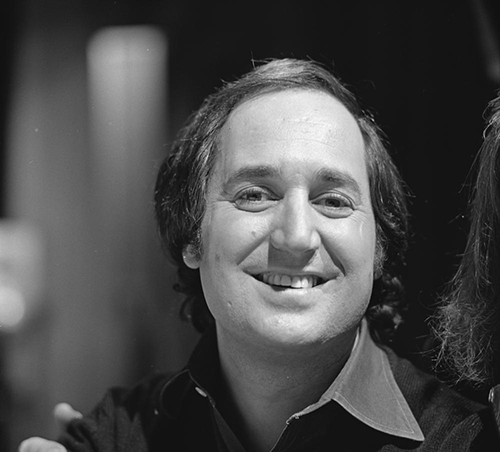
닐 세다카 (1974년)